# European Golden League 2022 (damer)
European Golden League 2022 utspelade sig mellan 24 maj och 19 juni 2022. I turneringen deltog nio landslag från CEV:s medlemsförbund. Frankrike vann tävlingen för första gången genom att besegra Tjeckien i finalen och kvalificerade sig därigenom för Volleyball Challenger Cup, medan Slovakien degraderades till European Silver League. Lucille Gicquel var främsta poängvinnare och utsågs även till mest värdefulla spelare.

## Regelverk

### Format
Tävlingen bestod av:
- Gruppspel med tre grupper om tre lag där alla möte alla andra lag både hemma och borta.
- De bästa laget i varje grupp samt den bästa tvåan gick vidare slutspel. Den sämsta trean flyttades ner till European Silver League 2023
- Slutspelet genomfördes med semifinaler och final.

### Metod för att rangordna lag
Om slutresultatet blev 3-0 eller 3-1 tilldelades 3 poäng till det vinnande laget och 0 till det förlorande laget, om slutresultatet blev 3-2 tilldelades 2 poäng till det vinnande laget och 1 till det förlorande laget. 
Rankningsordningen i serien definierades utifrån:
- Antal vunna matcher
- Poäng
- Kvot vunna / förlorade set
- Kvot vunna / förlorade poäng.
- Inbördes möte

## Deltagande lag
| Lag                     | Deltog senast               |
| ----------------------- | --------------------------- |
| Azerbajdzjan            | European Golden League 2021 |
| Belarus                 | European Golden League 2021 |
| Bosnien och Hercegovina | Debut                       |
| Bulgarien               | European Golden League 2021 |
| Kroatien                | European Golden League 2021 |
| Frankrike               | European Golden League 2021 |
| Tjeckien                | European Golden League 2021 |
| Rumänien                | European Golden League 2021 |
| Slovakien               | European Golden League 2021 |
| Spanien                 | European Golden League 2021 |
| Ukraina                 | European Golden League 2021 |
| Ungern                  | European Golden League 2021 |

## Turneringen

### Gruppspel
| Grupp A                 | Grupp B   | Grupp C  |
| ----------------------- | --------- | -------- |
| Bosnien och Hercegovina | Kroatien  | Rumänien |
| Frankrike               | Tjeckien  | Ukraina  |
| Spanien                 | Slovakien | Ungern   |

#### Grupp A

##### Resultat
| 25 maj 2021 Stade des Flandres, Dunkerque Speltid: 1h:08 - Åskådare: 1 500             | Frankrike               | 3 - 0 | Spanien                 | 25-13, 25-17, 25-18        |
| 28 maj 2021 SKPC Mejdan, Tuzla Speltid: 1h:57 - Åskådare: 2 120                        | Bosnien och Hercegovina | 1 - 3 | Spanien                 | 24-26, 23-25, 25-21, 23-25 |
| 1º juni 2021 Salle des Sports Maréchal, Harnes Speltid: 1h:48 - Åskådare: 1 540        | Frankrike               | 3 - 1 | Bosnien och Hercegovina | 25-17, 25-20, 22-25, 25-19 |
| 4 juni 2021 SKPC Mejdan, Tuzla Speltid: 1h:49 - Åskådare: 1 500                        | Bosnien och Hercegovina | 1 - 3 | Frankrike               | 25-18, 18-25, 19-25, 23-25 |
| 8 juni 2021 Palacio de Deportes de Oviedo, Oviedo Speltid: 1h:19 - Åskådare: 1 500     | Spanien                 | 0 - 3 | Bosnien och Hercegovina | 16-25, 18-25, 24-26        |
| 11 juni 2021 Polideportivo Huerta del Rey, Valladolid Speltid: 1h:52 - Åskådare: 1 700 | Spanien                 | 0 - 3 | Frankrike               | 17-25, 18-25, 20-25        |

##### Sluttabell
| Pos. | Lag                     | Pt | G | V | P | VS | FS | Kvot  | VP  | FP  | Kvot  |
| ---- | ----------------------- | -- | - | - | - | -- | -- | ----- | --- | --- | ----- |
| 1.   | Frankrike               | 12 | 4 | 4 | 0 | 12 | 2  | 6,000 | 340 | 269 | 1,264 |
| 2.   | Bosnien och Hercegovina | 3  | 4 | 1 | 3 | 6  | 9  | 0,667 | 337 | 345 | 0,977 |
| 3.   | Spanien                 | 3  | 4 | 1 | 3 | 3  | 10 | 0,300 | 258 | 321 | 0,804 |

      Kvalificerat för semifinal.

#### Grupp B

##### Resultat
| 25 maj 2021 Arena Varaždin, Varaždin Speltid: 1h:23 - Åskådare: 1 500    | Kroatien  | 0 - 3 | Tjeckien  | 21-25, 16-25, 15-25               |
| 28 maj 2021 Arena Varaždin, Varaždin Speltid: 1h:27 - Åskådare: 1 500    | Kroatien  | 3 - 0 | Slovakien | 25-19, 25-20, 29-27               |
| 1º juni 2021 Mestská športová hala, Nitra Speltid: 1h:54 - Åskådare: 350 | Slovakien | 1 - 3 | Tjeckien  | 20-25, 21-25, 25-23, 22-25        |
| 4 juni 2021 KV Arena, Karlovy Vary Speltid: 1h:50 - Åskådare: 500        | Tjeckien  | 3 - 1 | Slovakien | 23-25, 25-23, 25-15, 25-17        |
| 8 juni 2021 Aréna Poprad, Poprad Speltid: 2h:08 - Åskådare: 600          | Slovakien | 2 - 3 | Kroatien  | 25-20, 25-21, 23-25, 18-25, 13-15 |
| 11 juni 2021 Sportovní Hala, Zlín Speltid: 1h:52 - Åskådare: 1 700       | Tjeckien  | 1 - 3 | Kroatien  | 25-20, 23-25, 20-25, 12-25        |

##### Sluttabell
| Pos. | Lag       | Pt | G | V | P | VS | FS | Kvot  | VP  | FP  | Kvot  |
| ---- | --------- | -- | - | - | - | -- | -- | ----- | --- | --- | ----- |
| 1.   | Tjeckien  | 9  | 4 | 3 | 1 | 10 | 5  | 2,000 | 351 | 315 | 1,114 |
| 2.   | Kroatien  | 8  | 4 | 3 | 1 | 9  | 6  | 1,500 | 332 | 325 | 1,022 |
| 3.   | Slovakien | 1  | 4 | 0 | 4 | 4  | 12 | 0,333 | 338 | 381 | 0,887 |

      Kvalificerat för semifinal.
      Nedflyttat till European Silver League.

#### Grupp C

##### Resultat
| 24 maj 2021 Sala Polivalentă, Alexandria Speltid: 2h:07 - Åskådare: 150 | Rumänien | 3 - 2 | Ukraina  | 25-15, 22-25, 19-25, 25-21, 15-12 |
| 25 maj 2021 Sala Polivalentă, Alexandria Speltid: 1h:45 - Åskådare: 250 | Ukraina  | 3 - 1 | Rumänien | 25-13, 20-25, 25-20, 25-19        |
| 28 maj 2021 Tüskecsarnok, Budapest Speltid: 2h:13 - Åskådare: 1 000     | Ungern   | 2 - 3 | Rumänien | 25-27, 25-23, 25-21, 18-25, 11-15 |
| 2 juni 2021 Tüskecsarnok, Budapest Speltid: 1h:45 - Åskådare: 650       | Ukraina  | 3 - 1 | Ungern   | 25-27, 25-17, 25-18, 25-19        |
| 4 juni 2021 Tüskecsarnok, Budapest Speltid: 2h:18 - Åskådare: 700       | Ungern   | 3 - 2 | Ukraina  | 25-17, 12-25, 20-25, 25-20, 16-14 |
| 8 juni 2021 Sala Polivalentă, Alexandria Speltid: 1h:17 - Åskådare: 504 | Rumänien | 3 - 0 | Ungern   | 25-20, 25-19, 25-13               |

##### Sluttabell
| Pos. | Lag      | Pt | G | V | P | VS | FS | Kvot  | VP  | FP  | Kvot  |
| ---- | -------- | -- | - | - | - | -- | -- | ----- | --- | --- | ----- |
| 1.   | Rumänien | 7  | 4 | 3 | 1 | 10 | 7  | 1,429 | 369 | 351 | 1,051 |
| 2.   | Ukraina  | 8  | 4 | 2 | 2 | 10 | 8  | 1,250 | 394 | 362 | 1,088 |
| 3.   | Ungern   | 3  | 4 | 1 | 3 | 6  | 11 | 0,545 | 337 | 387 | 0,871 |

      Kvalificerat för semifinal.

### Slutspelsfasen
|  | Semifinaler | Semifinaler | Semifinaler |          |    | Final     | Final | Final |  |
|  |             |             |             |          |    |           |       |       |  |
|  | 1A          | Frankrike   | 3           |          |    |           |       |       |  |
|  | 1A          | Frankrike   | 3           |          |    |           |       |       |  |
|  | 2B          | Kroatien    | 0           |          |    |           |       |       |  |
|  | 2B          | Kroatien    | 0           |          | 1A | Frankrike | 3     |       |  |
|  |             |             |             |          | 1A | Frankrike | 3     |       |  |
|  |             |             | 1B          | Tjeckien | 0  |           |       |       |  |
|  | 1B          | Tjeckien    | 1B          | Tjeckien | 0  | 3         |       |       |  |
|  | 1B          | Tjeckien    |             |          |    |           |       |       |  |
|  | 1C          | Rumänien    | 2           |          |    |           |       |       |  |

#### Semifinaler
| 16 juni 2022 Sport Centrum, Prostějov Speltid: 2h:23 - Åskådare: 900     | Tjeckien  | 3 - 2 | Rumänien | 25-22, 23-25, 25-22, 21-25, 15-11 |
| 16 juni 2022 Palais des Sports, Orléans Speltid: 1h:12 - Åskådare: 1 599 | Frankrike | 3 - 0 | Kroatien | 25-16, 25-17, 25-13               |

#### Final
| 19 juni 2022 Palais des Sports, Orléans Speltid: 1h:26 - Åskådare: 2 174 | Frankrike | 3 - 0 | Tjeckien | 25-22, 27-25, 25-14 |

## Slutplaceringar
| Pos | Lag                     | Kvalificerade för                                                  |
| --- | ----------------------- | ------------------------------------------------------------------ |
|     | Frankrike               | Kvalificerade till Volleyball Challenger Cup 2022                  |
|     | Tjeckien                | Kvalificerade som högst rankad till Volleyball Challenger Cup 2022 |
| 3   | Kroatien                | Värd av Volleyball Challenger Cup 2022                             |
| 3   | Rumänien                |                                                                    |
| 5   | Ukraina                 |                                                                    |
| 6   | Bosnien och Hercegovina |                                                                    |
| 7   | Ungern                  |                                                                    |
| 8   | Spanien                 |                                                                    |
| 9   | Slovakien               | Nedflyttade till European Silver League 2023                       |

## Statistik
| Vunna poäng | Vunna poäng             | Vunna poäng | Vunna poäng |
| Pos.        | Namn                    | Poäng       | Lag         |
| ----------- | ----------------------- | ----------- | ----------- |
| 1           | Lucille Gicquel         | 97          | Frankrike   |
| 2           | Héléna Cazaute          | 92          | Frankrike   |
| 3           | Oleksandra Milenko      | 90          | Ukraina     |
| 3           | Gabriela Orvošová       | 90          | Tjeckien    |
| 5           | Rodica Buterez          | 87          | Rumänien    |
| 6           | Michaela Mlejnková      | 79          | Tjeckien    |
| 7           | Amélie Rotar            | 76          | Frankrike   |
| 8           | Anett Németh            | 75          | Ungern      |
| 9           | Karin Šunderliková      | 74          | Slovakien   |
| 10          | Adelina Budăi-Ungureanu | 73          | Rumänien    |

| Vunna attacker | Vunna attacker          | Vunna attacker | Vunna attacker          |
| Pos.           | Namn                    | Poäng          | Lag                     |
| -------------- | ----------------------- | -------------- | ----------------------- |
| 1              | Oleksandra Milenko      | 82             | Ukraina                 |
| 2              | Gabriela Orvošová       | 78             | Tjeckien                |
| 3              | Héléna Cazaute          | 76             | Frankrike               |
| 4              | Michaela Mlejnková      | 71             | Tjeckien                |
| 5              | Lucille Gicquel         | 70             | Frankrike               |
| 6              | Rodica Buterez          | 67             | Rumänien                |
| 7              | Amélie Rotar            | 63             | Frankrike               |
| 8              | Anett Németh            | 62             | Ungern                  |
| 8              | Karin Šunderliková      | 62             | Slovakien               |
| 10             | Dajana Bošković         | 58             | Bosnien och Hercegovina |
| 10             | Adelina Budăi-Ungureanu | 58             | Rumänien                |

| Vunna block | Vunna block           | Vunna block | Vunna block             |
| Pos.        | Namn                  | Poäng       | Lag                     |
| ----------- | --------------------- | ----------- | ----------------------- |
| 1           | Veronika Trnková      | 20          | Tjeckien                |
| 2           | Lucille Gicquel       | 17          | Frankrike               |
| 3           | Léandra Olinga-Andela | 14          | Frankrike               |
| 3           | Božana Butigan        | 14          | Kroatien                |
| 3           | Svitlana Lidyayeva    | 14          | Ukraina                 |
| 6           | Rodica Buterez        | 12          | Rumänien                |
| 6           | Magdaléna Jehlářová   | 12          | Tjeckien                |
| 6           | Anett Németh          | 12          | Ungern                  |
| 9           | Ajla Paradžik         | 11          | Bosnien och Hercegovina |
| 9           | Martina Šamadan       | 11          | Kroatien                |

| Serveess | Serveess                | Serveess | Serveess                |
| Pos.     | Namn                    | Poäng    | Lag                     |
| -------- | ----------------------- | -------- | ----------------------- |
| 1        | Veronika Trnková        | 11       | Tjeckien                |
| 2        | Héléna Cazaute          | 10       | Frankrike               |
| 2        | Lucille Gicquel         | 10       | Frankrike               |
| 4        | Rodica Buterez          | 8        | Rumänien                |
| 5        | Lucía Varela            | 7        | Spanien                 |
| 6        | Diana Ariton            | 6        | Rumänien                |
| 6        | Anna Kharchynska        | 6        | Ukraina                 |
| 6        | Nina Stojiljković       | 6        | Frankrike               |
| 9        | Adelina Budăi-Ungureanu | 5        | Rumänien                |
| 9        | Iman Isanović           | 5        | Bosnien och Hercegovina |
| 9        | Magdaléna Jehlářová     | 5        | Tjeckien                |
| 9        | Anastasiia Maievska     | 5        | Ukraina                 |
| 9        | Oleksandra Milenko      | 5        | Ukraina                 |
| 9        | Gabriela Orvošová       | 5        | Tjeckien                |
| 9        | Amélie Rotar            | 5        | Frankrike               |
| 9        | Karin Šunderliková      | 5        | Slovakien               |